# Codename: Kids Next Door
Codename: Kids Next Door (conocida en Hispanoamérica como KND: los chicos del barrio y en España como Código: KND) es una serie infantil de dibujos animados creada por Tom Warburton y producida en Estados Unidos por Curious Pictures para Cartoon Network, con ayuda del estudio coreano Rough Draft. Cada episodio sigue las aventuras de un grupo diverso de cinco niños que emprenden misiones desde su casa del árbol; usando nombres en clave (números 1, 2, 3, 4 y 5), son el Sector V, parte de una organización mundial llamada Kids Next Door, y luchan contra la tiranía de adultos y adolescentes utilizando habilidades especiales y armas caseras. Según Warburton, la premisa se basa en la creencia de algunos niños sobre planes ocultos de los adultos para divertirse a costa de ellos.
En agosto de 2001, la audiencia votó para convertirla en la siguiente serie original de Cartoon Network, cuando el episodio piloto fue parte del evento interactivo The Big Pick II en la programación. La creación de Warburton (quien antes había desarrollado Kenny and the Chimp, de donde extrajo a cinco personajes secundarios para convertirlos en protagonistas) ganó la encuesta por encima de otras nueve animaciones al obtener un 24.7 % de los votos. Así, se trata de la decimocuarta serie original del canal, perteneciente a la antología de los Cartoon Cartoons, y de 2002 a 2008 totalizó seis temporadas que equivalen a 81 episodios (entre ellos, el final de una hora Operation: I.N.T.E.R.V.I.E.W.S. y un cruce con The Grim Adventures of Billy & Mandy). Durante ese tiempo, fue una de las series más exitosas de Cartoon Network, e incluso la más vista entre sus grupos demográficos más importantes (niños de dos a once años).
Aunque en su tiempo fue del agrado de muy pocos críticos, en retrospectiva es una de las mejores series de Cartoon Network, según las clasificaciones de diversos portales. Sumado a ello, generó una extensa variedad de mercancías que incluye juguetes, historietas, cartas coleccionables y dos videojuegos: Operation: S.O.D.A. de 2004 y Operation: V.I.D.E.O.G.A.M.E. de 2005.

## Premisa
La serie sigue las aventuras de los cinco niños que conforman el Sector V, parte de una organización mundial llamada Kids Next Door (KND). Ellos usan nombres en clave o codenames (números 1, 2, 3, 4 y 5) y su misión es luchar contra la opresión constante de adultos y adolescentes tiránicos, con tal de defender los derechos de los niños. Por consecuencia, también se oponen a deberes como ir al dentista o comer verduras en lugar de caramelos. En esta lucha, y dado que sus misiones requieren confrontaciones directas, cuentan con tecnología «2×4»: vehículos y artilugios como naves, catapultas y armas de defensa creadas por ellos mismos con recursos como madera reutilizada, goma de mascar, aparatos domésticos y refacciones. Su cuartel se ubica en una enorme casa del árbol que funciona con energía eléctrica generada por cientos de hámsteres, mientras que la base de KND opera en la Luna.
Los cinco protagonistas tienen personalidades diversas, al igual que los villanos que suelen combatir. Número 1 (Nigel Uno) es el dedicado y astuto líder de origen británico; Número 2 (Hoagie P. Gilligan, Jr.) es el torpe genio mecánico nacido en Estados Unidos; Número 3 (Kuki Sanban) es la chica alegre y despreocupada de origen japonés que se encarga de las tácticas de distracción; Número 4 (Wallabee Beetles), de origen australiano, es el experto en combate físico que suele actuar sin prever consecuencias, y Número 5 (Abigail Lincoln) es la afroestadounidense de gran inteligencia y sentido común que se especializa en misiones encubiertas. En particular, el Sector V batalla contra los bien portados Delightful Children from Down the Lane, cinco niños que trabajan a favor del estricto y temperamental Padre (el responsable de haberlos convertido en la antítesis de lo que KND representa).
En la serie hay varios episodios que se adhieren a una continuidad, lo que permite que sus personajes cambien de una ocasión a otra. Los episodios de doble duración (opuestos a los usuales segmentos dobles de once minutos) se hicieron más comunes desde la tercera temporada. En cada ocasión, el Sector V se embarca en operaciones designadas por acrónimos como R.A.B.B.I.T. («C.O.N.E.J.O.») o U.N.D.E.R.C.O.V.E.R. («E.N.C.U.B.I.E.R.T.O.»), y cada una de ellas es presentada como una transmisión en curso. Según episodios como «Operation: E.N.D.» y «Operation: M.A.U.R.I.C.E.», los niños dejan de trabajar para KND al cumplir los trece años (el momento en que comienza la adolescencia), salvo excepciones como la de Maurice (Número 9), quien es redimido por su gran lealtad.
En términos de temática y estilo, la serie reúne elementos de fantasía, espionaje, acción, sátira y comedia slapstick. Por ello, algunos críticos de televisión le han encontrado similitudes con James Bond, Spy Kids y Our Gang. Además, la pose de los protagonistas en el logotipo es reminiscente de Los ángeles de Charlie, lo que se suma a otras referencias y homenajes a diferentes ficciones. Su creador, Tom Warburton, afirmó que su intención y la de su equipo de guionistas era hacer episodios como «minipelículas». Mientras tanto, en el libro America Toons In: A History of Television Animation (2014), David Perlmutter observa que las premisas rayan en lo inverosímil y el mayor fuerte del programa es la exploración de sus cinco protagonistas.

## Personajes
Los cinco protagonistas de Codename: Kids Next Door conforman un grupo multicultural que une sus habilidades para afrontar a los adultos. Tom Warburton dijo en 2003: «Crecí en un barrio de Filadelfia donde había muchos prejuicios raciales. Por eso me gusta haber creado un equipo donde varios chicos de distinto color combaten el crimen juntos». Joe Murray también lo cita diciendo: «Me di cuenta a medida que avanzaba el programa de que cada uno de los KND contenía pequeñas partes de mí: el tenue control del liderazgo de Número 1, la dureza de Número 4, la visión excesivamente optimista del mundo de Número 3, y así sucesivamente».
- Número 1, Nigel Uno (Miguel On en Hispanoamérica),[30] es el astuto y dedicado líder del Sector V; calvo, de acento británico, lentes oscuros y camisa roja de mangas largas.[20] Nigel desconfía extremadamente de los adultos, cayendo a veces en la paranoia,[31] pero sus padres también estuvieron afiliados a KND.[32] Tiene un noviazgo con Lizzie Devine que dura hasta el episodio «Operation: G.I.R.L.F.R.I.E.N.D.», cuando ella se cansa de no sentirse prioridad para él.[33]

- Número 2, Hoagie P. Gilligan, Jr. (Guillermo González, Jr. en Hispanoamérica),[30] es el piloto y genio mecánico que crea las armas del Sector V.[20] Es un gordito de origen estadounidense que usa gorro y lentes de aviador.[20] También es un hábil jugador de bromas, según el episodio «Operation: C.L.O.W.N.»,[34] y tiene un hermano menor llamado Tommy.[31]

- Número 3, Kuki Sanban (Kuki Kiut en Hispanoamérica),[30] es la encargada de las tácticas de distracción del Sector V; de origen japonés y amplio suéter verde.[20][35] Es alegre y enérgica, pero pierde la concentración fácilmente.[20] Además, es una gran fan de los Rainbow Monkeys (coloridos monos de peluche con un arcoíris en la cabeza), como lo demuestra en los episodios «Operation: R.A.I.N.B.O.W.S.» y «Operation: K.A.S.T.L.E.».[36][37]

- Número 4, Wallabee Beetles (Güero Torres en Hispanoamérica),[30] es el más bajito del equipo, de origen australiano. Su mayor habilidad reside en el combate físico, lo que combina con su actitud dura, mal temperamento e impulsividad.[2][20] Es celoso y protector de Número 3, pues está enamorado de ella, como lo evidencia en los episodios «Operation: B.E.A.C.H.» y «Operation: K.A.S.T.L.E.».[37][38]

- Número 5, Abigail Lincoln (Abigail Olivera en Hispanoamérica),[30] es la afroestadounidense que trae balance con su sentido común.[20] Además, con su inteligencia y cautela, brilla en operaciones encubiertas.[2][20] Pese a haber sido la líder del Sector V antes que Número 1, no siente interés en recuperar el cargo, como lo demuestra en «Operation: F.E.R.A.L.» y Operation: I.N.T.E.R.V.I.E.W.S.[32][39] Su hermana mayor Cree es una gran adversaria de KND.[21]

Otros miembros de la organización cobran importancia en varios episodios, como Maurice (Número 9), quien luego de cumplir los trece años funda la orden secreta de Teens Next Door para seguir luchando contra los adultos, o Bradley, el zorrillo (Número 6), un agente honorario del Sector V. KND confedera a niños de diferentes partes del mundo, quienes asumen cargos como el de líder, sargento, mensajero u oficial. Algunos también resultan ser traidores, como Número 12 y Número 30C. Entre los rangos superiores están Fanny Fulbright (la oficial de tácticas globales y jefa de deposiciones, conocida como Número 86), y Rachel T. McKenzie (Número 362), la suprema líder de la base lunar. Este aspecto del programa comienza a expandirse en la segunda temporada, con la aparición de más agentes de KND.
Entretanto, también intervienen villanos como Knightbrace, un exvendedor de dulces que busca forzar la higiene bucal en los niños con métodos parecidos a la tortura; Gramma Stuffum, quien tiene la idea de que todos los niños están muy flacos y los obliga a comer su asquerosa comida; Common Cold, quien lanza sus flemas a los niños para enfermarlos y debilitarlos; The Candy Pirates, saqueadores de dulces que siguen las órdenes del pirata Stickybeard; Count Spankulot, un vampiro que nalguea a los niños traviesos; Mr. Wink y Mr. Fibb, un dúo que pelea en extensibles sillas robóticas, y Toiletnator, el más incompetente de todos, cuya cabeza tiene forma de papel higiénico y va armado con un desatascador.
Los adversarios más prominentes son Benedict Wigglestein «Padre» y los Delightful Children from Down the Lane. En «Operation: A.R.C.H.I.V.E.», Número 1 narra que el temperamental «Padre» (representado por una silueta negra con una pipa) inició la tiranía de los adultos al imponer métodos de castigo físico como la nalgada, mientras que los cinco Delightful Children lo han obedecido desde que este usó uno de sus inventos para convertirlos en niños bien portados. Episodios como «Operation: C.A.K.E.D.» y sus secuelas exploran la rivalidad de estos con el Sector V. Warburton sostuvo que los padres del quinteto principal son algunos de los adultos buenos en el programa. Inclusive, Operation: Z.E.R.O. revela que Monty Uno, el padre de Número 1, es el hermano de Padre, pero ambos tomaron caminos diferentes cuando eran pequeños.

## Reparto

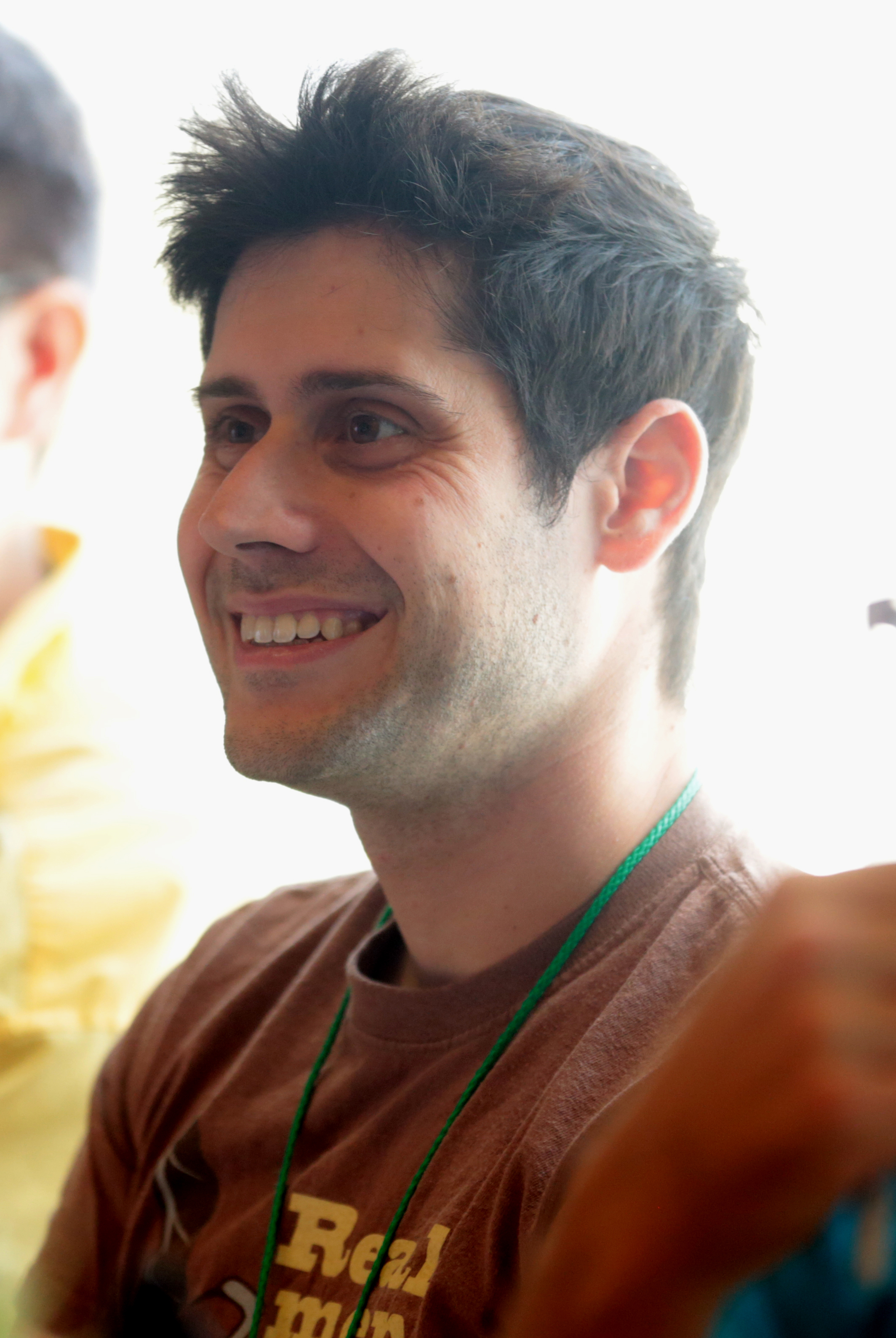
Ben Diskin es la voz en inglés de Número 1 y Número 2.

Para producir series animadas de televisión, normalmente el reparto hace lecturas de mesa que pueden conducir a modificaciones del guion. Inclusive, se hacen grabaciones de voz para la fase de los animatics (guiones gráficos en movimiento) y cuando la animación ha llegado de ultramar para el proceso de edición (véase también: Del guion a la animación).
En Codename: Kids Next Door hay cuatro actores principales que no solo interpretan a los niños del Sector V, sino también a varios personajes secundarios y antagónicos. Ben Diskin interpreta a Número 1, Número 2 y al Delightful Child n.º 1; Lauren Tom a Número 3 y su madre Genki Sanban; Dee Bradley Baker a Número 4, Toiletnator, Mr. Fibb y al Delightful Child n.º 2, y Cree Summer a Número 5, Cree Lincoln y al Delightful Child n.º 3.
El elenco también incluye a Maurice Lamarche como Padre, Jennifer Hale como Fanny Fulbright (Número 86), Rachael MacFarlane como Rachel T. McKenzie (Número 362), Tom Kenny en múltiples roles (como Nightbrace, Common Cold y Mr. Wink), Mark Hamill como Stickybeard, Grey DeLisle como Lizzie Devine y Gramma Stuffum, Daran Norris como Count Spankulot, y Frank Welker como Monty Uno, entre otros actores en roles episódicos o de importancia menor.
Por otro lado, el doblaje en español latinoamericano se hizo en México, con Óscar Flores como Número 1, Luis Daniel Ramírez como Número 2, Gaby Ugarte como Número 3, Benjamín Rivera como Número 4 y Ariadna Rivas como Número 5. El doblaje de España también cuenta con cinco actores principales: José Javier Serrano como Número 1, Artur Palomo como Número 2, Isabel Valls como Número 3, Enrique Hernández como Número 4 y Gemma Ibáñez como Número 5.

## Origen y producción
La serie fue parte de una segunda generación de producciones originales en el historial de Cartoon Network, canal de dibujos animados lanzado por Turner Broadcasting System en 1992. Desde su génesis en la mente de Tom Warburton (también conocido como Mr. Warburton), pasó por varios momentos decisivos en su desarrollo: iniciando con el piloto de Kenny and the Chimp en 1998 (de cuyo concepto fueron extraídos cinco personajes secundarios como «plan B») y culminando en el momento en que la audiencia votó para convertirla en la siguiente serie del canal. Además, en lugar de producirse en Los Ángeles, quedó a cargo de Curious Pictures en Nueva York, tras su primera asociación con Cartoon Network para realizar Sheep in the Big City.

### DeKenny and the ChimpaKND
Tom Warburton, animador, escritor y productor nacido en Pensilvania, cimentó su carrera en la animación gracias a series como Pepper Ann de Disney y Beavis and Butt-Head de MTV, en las que trabajó como diseñador de producción y diseñador de personajes. Su relación con los dibujos animados siempre había sido de gran importancia personal, pero fue en su segundo año en la Universidad de Kutztown que decidió dedicarse a la producción de estos. En 1998 realizó el cortometraje Kenny and the Chimp para Cartoon Network y la incubadora de series World Premiere Toons, donde habían surgido éxitos como Dexter's Laboratory y Cow and Chicken. Warburton previó que su corto —sobre un niño de once años llamado Kenny y su chimpancé mascota Chimpy— no se convertiría en una serie de media hora, pese a lo bien que fue recibido, por lo que decidió tener un plan de reserva.
Codename: Kids Next Door fue una idea derivada de Kenny and the Chimp que giraba en torno a cinco niños que vivían libres de adultos en la casa contigua a la de Kenny y que en cada aparición tenían nombres diferentes para hacer travesuras. Aunque no figuraban en el corto, ya habían sido diseñados y parecían gustarles a los altos ejecutivos de Cartoon Network. De ahí partió el proceso de desarrollo, donde «niños versus adultos» era la premisa que movería a estos personajes. Al crecer, Warburton se dio cuenta de que los adultos, en especial sus padres y maestros, no necesariamente sabían más que los niños y podían ser igual de despistados o «simplemente estúpidos». Su idea pondría los problemas de la niñez en contextos exagerados, donde la resistencia de los niños ante el control de los adultos sería representada por la organización KND. Así le dijo a Animation Magazine: «Quería que los KND fueran de diversas razas, géneros y personalidades, de modo que todos los que estuvieran mirando el programa tuvieran algo a lo que engancharse». En cuanto a las personalidades de cada uno, comentó:

Para ser honesto, los personajes de Kids Next Door siempre han sido las básicas personalidades estereotípicas de un «equipo». Ya sabes, el líder intrépido, el niño inventor inteligente, el cabeza hueca, el chico duro, la chica genial, etc. Pero se trata de cómo tomas esos rasgos básicos y aburridos y juegas con ellos. Eso es lo que define quiénes son realmente y lo que los vuelve interesantes: ¿Qué debilita al tipo duro? ¿Cómo es inteligente la chica tonta? ¿A qué le teme el intrépido líder? La mejor manera de averiguar estas cosas es con el tiempo.

Warburton creó una biblia que detallaba el mundo de Codename: Kids Next Door y la presentó a los ejecutivos de Cartoon Network el día en que Kenny and the Chimp salió al aire, un 6 de noviembre de 1998. La propuesta fue aprobada casi de inmediato y Warburton emprendió el proceso de hacer un episodio piloto. No renuente a la idea de hacer más cortos de Kenny and the Chimp, puso a Kenny y a Chimpy en el fondo de esta nueva animación, titulada «No P in the OOL». Cartoon Network planeaba llevar a cabo el evento inmersivo The Big Pick II en su programación para darle a sus televidentes el poder de votar cuál de sus nuevos diez pilotos o cortometrajes se convertirían en su próximo programa a producir. El corto de Codename: Kids Next Door duró un año sin ver la luz porque los otros nueve tardaron en completarse. Entretanto, Warburton trabajó para el mismo canal como director de la serie Sheep in the Big City.
Con auspicio de la gama de cereales Kellogg's, The Big Pick II culminó con el maratón The Big Weekend el 24 de agosto de 2001; las votaciones se habilitaron durante un mes en CartoonNetwork.com y la actividad de la audiencia aumentó significativamente. Precedido por Grim & Evil —la ganadora del Big Pick del año anterior—, el piloto de Codename: Kids Next Door obtuvo una victoria «aplastante» el 26 de agosto de 2001, con 60 631 votos y un 24.7 % de preponderancia sobre A Kitty Bobo Show y My Freaky Family. Por consiguiente, Cartoon Network comisionó trece episodios de media hora y Warburton asumió el cargo de creador-productor o showrunner. Mo Willems, el creador de Sheep in the Big City, se unió al equipo de producción tras la cancelación de su serie.

### Del guion a la animación
| «Fui muy afortunado porque pude elegir personas excelentes para trabajar conmigo. Decidimos que la creatividad no se detendría cuando se cerrara el guion. Tradicionalmente, las ideas provienen del escritor y del director, pero en nuestro programa todos estaban involucrados. Teníamos artistas con años de experiencia esforzándose para superarse a sí mismos». —Tom Warburton (2007). |

Curious Pictures produjo Codename: Kids Next Door en su sede de Nueva York. Este estudio se especializaba en dibujos animados para programas de televisión, comerciales y videojuegos, y uno de sus proyectos anteriores había sido Sheep in the Big City. Desde ahí, Bruce Knapp producía, Tom Warburton dirigía y Mo Willems era el escritor principal. Por parte de Cartoon Network, Linda Simensky y Khaki Jones eran ejecutivas a cargo de la producción, Brian A. Miller era el productor supervisor y Collette Sunderman era la directora de castin. Un gran número de personas se unía para realizar el programa, incluido un equipo de 200 animadores del estudio Rough Draft en Corea, y el presupuesto para cada episodio de media hora excedía los 400 000 USD en 2002.
El proceso de producir un episodio no se diferenciaba mucho de otras series animadas de aquel tiempo, partiendo en preproducción con una idea acorde con la premisa del programa. Luego, Warburton y Willems deliberaban una serie de chistes y creaban un arco para la historia; quien la escribiera debía plasmarla en tarjetas y luego pegarlas a una pared para explicársela al resto del equipo, que incluía a los guionistas Guy Moore, Kim Arndt, Matt Peters y Jesse Schmal. Seguidamente, el escritor de turno englobaba todo en un resumen de ocho páginas que luego pasaba a manos de los ejecutivos de Cartoon Network, quienes a veces solicitaban cambios antes de dar su aprobación. Aun con esto, según Warburton, Codename: Kids Next Door fue hecha «prácticamente sin ninguna interferencia del canal».
A partir de entonces se añadían más diálogos y la siguiente parte del proceso se definía con la creación de los guiones gráficos o storyboards, que básicamente previsualizaban la historia en papel, escena por escena, con detalles más o menos en bruto. En esta fase también se diseñaban personajes y accesorios, para remitir el material resultante a Corea, de donde la animación final no siempre llegaba luciendo como Warburton quería, puesto que el equipo de Rough Draft debía trabajar con cierta rapidez. Al menos doce dibujos eran requeridos por cada segundo de animación. Warburton dijo: «Todo lo que ves, cada vez que un personaje toma un lápiz, alguien tiene que dibujarlo. Se necesita un año para dibujar un episodio, pero cada semana haces algo un poco diferente para docenas de episodios diferentes. Me encanta esa locura constante. Es realmente como una gran línea de ensamblaje».
También hubo cierto enfoque en experimentar y hacer «art shows» que podían tener cabida en festivales de animación; entre ellos, un episodio musical con letras modificadas de la banda Gwar, o aquel donde una mosca invade el cuartel de los protagonistas y la reacción de cada uno saca a relucir sus personalidades sin ningún tipo de diálogo. Usualmente se incorporaban elementos generados por computadora, cortesía del departamento de CGI de Curious Pictures, tales como naves espaciales, artilugios tecnológicos y la base lunar de KND. Por último se añadían los efectos de sonido y la música compuesta por Steve Rucker y Thomas Chase. De esta manera, tomaba once meses producir trece episodios de media hora por cada temporada de Codename: Kids Next Door. Warburton habló sobre las complejidades de producir el programa con un sistema como este:

La mayor ventaja es que tanta gente participa en la historia que todo su talento se contagia y la vuelve cada vez mejor. El mayor inconveniente es que es un programa muy, muy complicado. Tenemos cinco personajes principales, grandes (no, ¡enormes!) historias y toneladas de tecnología súper genial que necesita ser diseñada, y es imposible hacer la mayoría de las cosas que queremos con una animación limitada. Todos —desde los escritores hasta los artistas, el personal de producción, el estudio en el extranjero y el personal de posproducción— tienen que trabajar duro para terminar todo.

## Emisión y audiencia

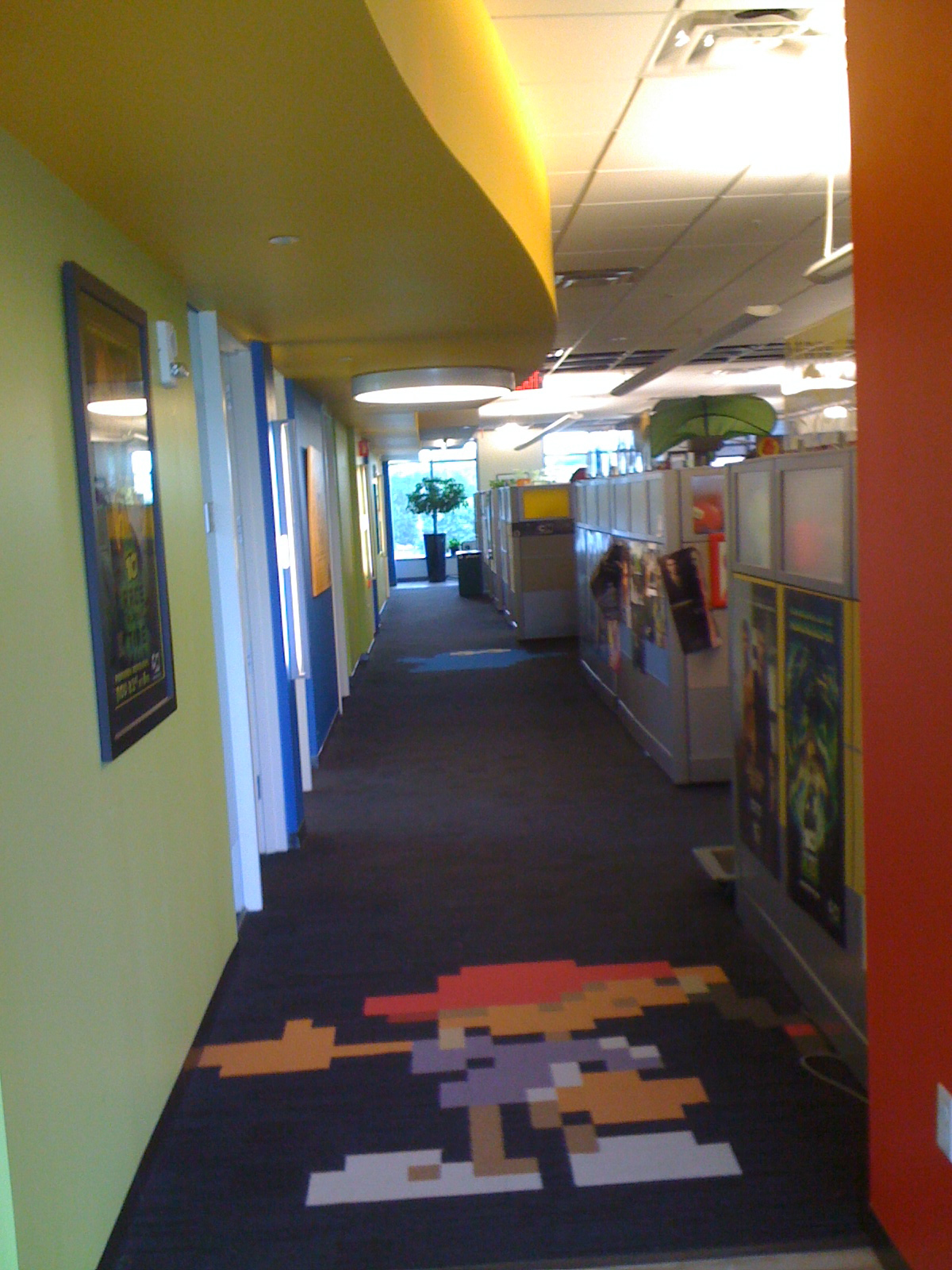
Número 5 en el suelo de las oficinas de Cartoon Network en Atlanta (2010).

Transmitida en horario estelar desde 2002 hasta 2008, Codename: Kids Next Door fue el primer éxito de Cartoon Network bajo el manejo general de Jim Samples. Durante ese tiempo portó el eslogan «Either you're in or you're old» («O estás dentro, o eres viejo») y se sumó a la antología de los Cartoon Cartoons como decimocuarta serie original del canal, junto con su contemporánea Whatever Happened to Robot Jones?. Con seis temporadas, comprende un total de 81 episodios, incluyendo su cruce con The Grim Adventures of Billy & Mandy y sus dos películas para televisión (léase en la siguiente sección).
Su éxito ocurrió cuando los números de audiencia clave del canal habían disminuido en un 13 % y los planes de renovar la programación habían entrado en efecto. La serie estableció récords de audiencia infantil en Estados Unidos desde su debut; tan solo en diciembre de 2002 fue vista por un promedio de 635 000 niños de 6-11, elevado a 1.2 millones en niños de 2-11, aunque luego fue superada por That's So Raven de Disney Channel. Menos de tres meses después, Cartoon Network ya había autorizado la segunda temporada y contemplaba los planes de producir una tercera. Según los datos de Nielsen Media Research en 2004, sus índices habían beneficiado al canal hasta un 38 % en niños de 6-11 y 46 % en niños de 2-11. Para entonces ya era reconocida como su serie más vista entre los grupos demográficos clave.
Con un alcance de 145 países en 2003, Cartoon Network ponía énfasis en adaptar sus series para distintas regiones e idiomas, con doblajes hechos a un nivel más «conceptual» que literal (por ejemplo, traduciendo expresiones como «Yuck!» por «¡Guácala!» en español). La serie se estrenó en España el 15 de septiembre de 2003, con el título Código: KND, y también perteneció al bloque Boing de Telecinco los fines de semana en 2009. En Hispanoamérica se estrenó como KND: los chicos del barrio el 5 de septiembre de 2003, con un doblaje caracterizado por varios mexicanismos. Óscar Flores, quien dobló a Número 1 en esta versión, comentó que aprovechó al personaje para plasmar cómo era él de pequeño. También fue adquirida por canales de cobertura nacional, como Canal 13 en Chile, Canal 4 en Costa Rica y Canal 5 en México.
La serie también fue un éxito en las diferentes regiones a las que llegaba Cartoon Network, como en Asia-Pacífico, el caso citado por Samples junto con el de la popular serie Teen Titans: «En Codename, todo el concepto de una organización infantil internacional, con personajes que los niños querrían tener como amigos, ciertamente resuena tanto en niños como en niñas. Como resultado, hemos visto un tremendo crecimiento en torno a estos dos programas». Asimismo, un reporte de Kidscreen afirmó que Codename: Kids Next Door había captado la atención de 2.4 millones de televidentes en el cuarto trimestre de 2004, tiempo en que el canal buscaba que su programación fuese más balanceada para niños de ambos géneros. Junto con Ben 10 y Chowder, fue su programa más visto en 2007.
Maratones y eventos especiales tuvieron lugar durante su emisión, incluyendo el estreno de los episodios «Operation: T.R.I.C.K.Y.» y «Operation: U.N.C.O.O.L.» en el marco del Halloween de 2004. Ese año, Cartoon Network lanzó en América Latina el concurso «Operación 6», cuyos ganadores (Sâmela Roberta Hidalgo de Brasil y Alberto Marcelín de la Ciudad de México, ambos de once años) habían enviado una descripción de sus habilidades y armas como posibles miembros de KND, para ser convertidos en el personaje de Número 6. Otro episodio, «Operation: R.E.C.E.S.S.», se estrenó en CartoonNetwork.com en septiembre de 2006 para promover una iniciativa en defensa del recreo estudiantil, antes de su transmisión normal por televisión. Por último, en la antesala con cuenta regresiva para el final de una hora (Operation: I.N.T.E.R.V.I.E.W.S.), Tom Warburton presentó sus cinco episodios favoritos.
| Temporada | Temporada                       | Episodios                       | Segmentos                       | Emisión original         | Emisión original        | Ref.    |
| Temporada | Temporada                       | Episodios                       | Segmentos                       | Primera emisión          | Última emisión          | Ref.    |
| --------- | ------------------------------- | ------------------------------- | ------------------------------- | ------------------------ | ----------------------- | ------- |
|           | Piloto                          | Piloto                          | Piloto                          | 20 de julio de 2001      | 20 de julio de 2001     | [ 69 ]  |
|           | 1                               | 13                              | 24                              | 6 de diciembre de 2002   | 7 de marzo de 2003      | [ 116 ] |
|           | 2                               | 13                              | 25                              | 3 de octubre de 2003     | 4 de junio de 2004      | [ 117 ] |
|           | 3                               | 13                              | 23                              | 11 de junio de 2004      | 12 de noviembre de 2004 | [ 118 ] |
|           | 4                               | 13                              | 22                              | 19 de noviembre de 2004  | 22 de julio de 2005     | [ 119 ] |
|           | 5                               | 14                              | 22                              | 30 de septiembre de 2005 | 25 de agosto de 2006    | [ 120 ] |
|           | 6                               | 12                              | 21                              | 9 de septiembre de 2006  | 23 de noviembre de 2007 | [ 121 ] |
|           | Operation: Z.E.R.O.             | Operation: Z.E.R.O.             | Operation: Z.E.R.O.             | 11 de agosto de 2006     | 11 de agosto de 2006    | [ 122 ] |
|           | Cruce con Billy & Mandy         | Cruce con Billy & Mandy         | Cruce con Billy & Mandy         | 11 de noviembre de 2007  | 11 de noviembre de 2007 | [ 123 ] |
|           | Operation: I.N.T.E.R.V.I.E.W.S. | Operation: I.N.T.E.R.V.I.E.W.S. | Operation: I.N.T.E.R.V.I.E.W.S. | 21 de enero de 2008      | 21 de enero de 2008     | [ 115 ] |

### Películas y cruce conBilly & Mandy
Con noventa minutos de duración, Operation: Z.E.R.O. es la primera de dos películas para televisión y se produjo en medio del cronograma de las temporadas cinco y seis. Se estrenó el 11 de agosto de 2006 e incrementó doblemente la audiencia usual de Cartoon Network: 38 % en niños de 6-11, 20 % en niños de 2-11 y 45 % en jóvenes de 9-14. En esta ocasión, los enemigos del Sector V, liderados por Padre, se unen para resucitar al infame Abuelo, quien comienza a convertir a las personas en zombis de apariencia anciana para recobrar el poder que poseyó muchos años atrás. Número 1 se compromete en la búsqueda de la única esperanza de salvación: el legendario Número 0.
El cruce de veintidós minutos con The Grim Adventures of Billy & Mandy se titula «The Grim Adventures of the KND» y se estrenó el 11 de noviembre de 2007. Fue escrito por los creadores de ambas series (Tom Warburton y Maxwell Atoms) e inicia desde que Billy recurre a los protagonistas de Codename: Kids Next Door para quitarse los pantalones especiales de su padre y sacar de ahí la guadaña sobrenatural de Grim (una representación de la Muerte). Para aprovechar la situación, los cinco Delightful Children se fusionan con él, resultando en el poderoso gigante Delightful Reaper, mientras que Mandy personifica a Número 1 con tal de convertirse en la líder de KND.
La segunda película, Operation: I.N.T.E.R.V.I.E.W.S., se estrenó el 21 de enero de 2008 y le puso fin a la serie. Esta vez, los miembros del Sector V —ya adultos e interpretados por actores reales— recuerdan su última misión con Número 1 en entrevistas conducidas por un personaje incógnito. Dicha misión también involucró al joven Sector W, en un intento de derrotar a los Delightful Children y robar su pastel de cumpleaños. En medio de esto, se revela la existencia de Galactic Kids Next Door, la organización que lucha contra los adultos en diferentes planetas y que quiere reclutar a Número 1 como primer miembro de la Tierra. Así, se da a entender cuál fue el destino de los protagonistas desde la aparente partida de su líder. Tras la emisión de la película, la serie continuó en retransmisiones.

## Proyecto fallido:Galactic: Kids Next Door
El 31 de enero de 2008, durante una sesión de preguntas y respuestas en su blog de LiveJournal, Warburton sostuvo que Operation: I.N.T.E.R.V.I.E.W.S. era el verdadero final de Codename: Kids Next Door, pero que aún barajaba ideas que podían servir de expansión en el futuro. Sin éxito, había propuesto una serie llamada Galactic: Kids Next Door a los ejecutivos de Cartoon Network, e incluso pensó en hacer una película para televisión como posible piloto. Tras esto, intentó involucrar a los fanáticos para impulsar el proyecto, mientras que Guy Moore hizo un storyboard basado en un guion del mismo Warburton, lo que quedó registrado en el blog Warburtonlabs. Tiempo después, en junio de 2015, un animatic de dos minutos con las voces de Ben Diskin, Cree Summer, Jennifer Hale, Jason Harris y Dave Wittenberg fue cargado a YouTube. Mientras tanto, una petición en Change.org para hacer de G:KND una serie real recogió 28 000 firmas. Warburton comentó que los ejecutivos de Cartoon Network habían notado estos esfuerzos, pero no estaban interesados en producir una continuación. Aun así, mantuvo esperanzas de recibir aprobación en el futuro.

## Derivados

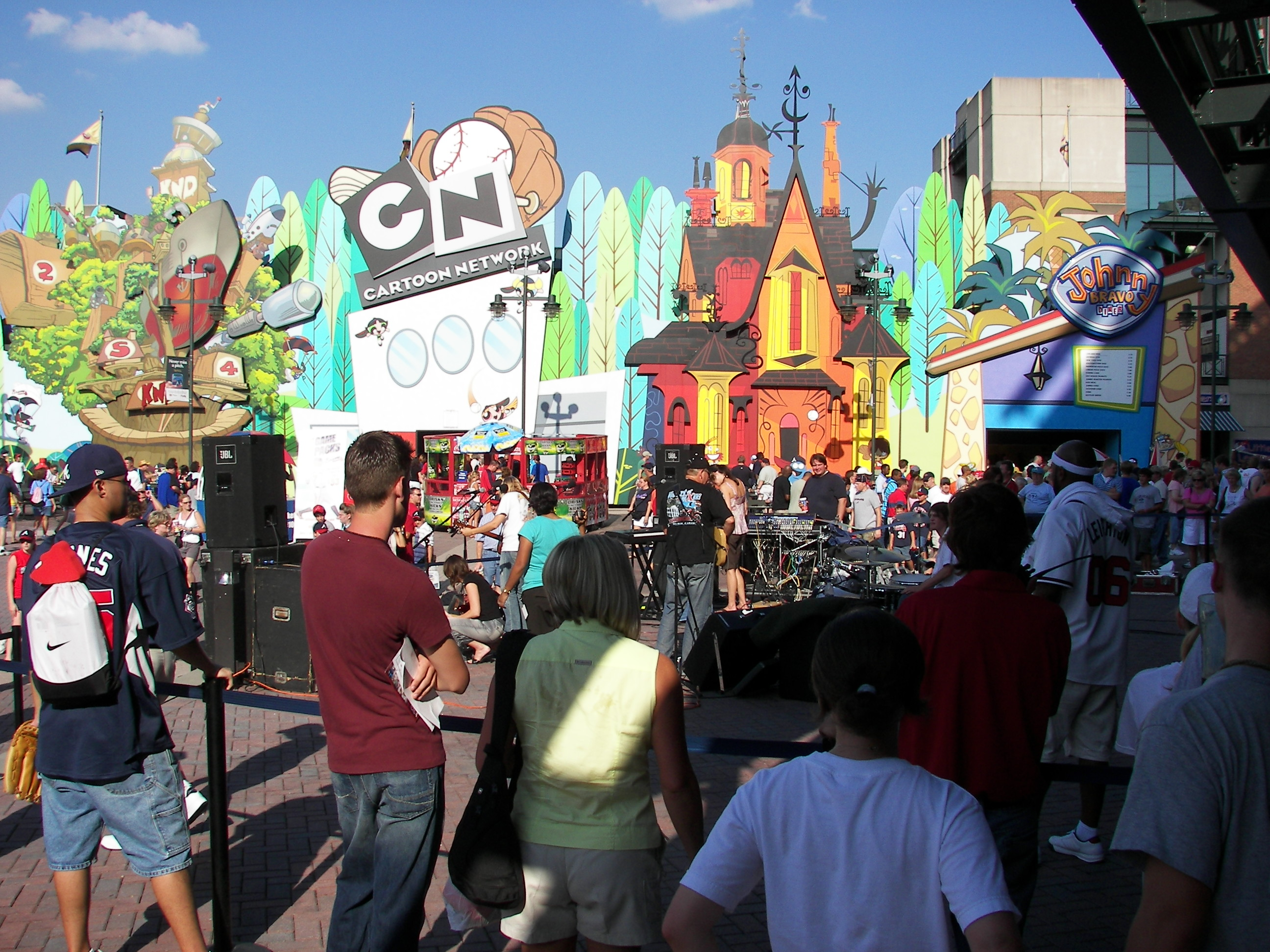
Al costado izquierdo: la casa del árbol del Sector V en el área de temática de Cartoon Network del estadio Turner Field (2006).

El éxito de Codename: Kids Next Door dio origen a un amplio número de mercancías. Animation Magazine anunció en 2004 que Cartoon Network y Warner Bros. Consumer Products tenían grandes esperanzas de convertir la serie en su próxima gran propiedad en el mundo del licenciamiento, en vista de la popularidad que había logrado desde su estreno. En ese entonces ya habían programado el lanzamiento de videojuegos y episodios en DVD, y al año siguiente se asociaron con KIDdesigns para producir una línea de juguetes que incluía peluches, figuras de acción y dispositivos electrónicos del tipo plug and play.
Los cinco personajes principales fueron representantes de la campaña Trick or Treat de Unicef en noviembre de 2003, cuya misión era recabar fondos benéficos en cajas anaranjadas distribuidas por Estados Unidos para los niños que practicarían dulce o truco en la noche de Halloween. Los KND también aparecieron en ropa, promociones de cereales Kellogg's, libros infantiles de la editorial Scholastic, juguetes de los restaurantes Carl's Jr y en su propio juego de tarjetas coleccionables publicado por Wizards of the Coast. También figuraron en los cómics antológicos de Cartoon Network: Cartoon Cartoons y Cartoon Network Block Party de DC Comics entre 2004 y 2006, y Super Secret Crisis War! de IDW Publishing en 2014.
En 2003, con la apertura de la promoción navideña The Ultimate Holiday Wish List, CartoonNetwork.com ofrecía una réplica en tamaño real de la casa del árbol del Sector V por el precio de un millón USD, de solo una a construirse en Estados Unidos. De todos los ofrecimientos de la promoción, esta era la más extravagante: no solo prometía los estándares de una casa real (como plomería y funcionamiento eléctrico), sino que tendría 12 metros de altura, con cuatro pisos y cinco habitaciones amuebladas, en una base de acero de 2 metros parecida a un árbol grande y con una escalera en espiral hacia la copa. También habría incluido un telescopio, electrodomésticos y consolas de videojuegos, pero carecería de baño, aspersores y salida de incendios. Independientemente de su practicidad o de si alguna vez fue comisionada por alguien con los fondos necesarios, Cartoon Network aseguró que se trataba de una promoción real.

### Videojuegos
En el primer videojuego basado en la serie, Operation: S.O.D.A. de Game Boy Advance, el quinteto del Sector V lucha por revertir una ley que prohíbe beber refrescos a todos los niños menores de trece. Los niveles alternan entre dos modalidades de desplazamiento lateral (por el suelo o por el aire), mientras los personajes recogen tapas de botellas y batallan contra enemigos usando armas o habilidades propias. Fue desarrollado por Vicarious Visions y publicado por Global Star Software el 2 de noviembre de 2004, tras lo cual obtuvo comentarios mixtos y calificaciones medias. Sus coloridos gráficos fueron elogiados por la revista Nintendo Power, mientras que Mygamer.com le dio un 5.6 y lo tachó de «ordinario». La reseña de The Washington Times aseveró que «el jugador promedio se cansará mucho» cuando la premisa desgaste su encanto inicial.
Tom Warburton ayudó a diseñar el segundo videojuego, Operation: V.I.D.E.O.G.A.M.E de la desarrolladora High Voltage Software, que fue publicado por Global Star el 11 de octubre de 2005 para PlayStation 2, Xbox y GameCube. A través de catorce niveles, el juego presenta a los personajes en 3D mientras enfrentan a una variedad de villanos, tales como Stickybeard, Knightbrace, Gramma Stuffum y Common Cold, además del inédito Amalgamation. En este proceso, el jugador se vale de una creciente reserva de armas y de las habilidades particulares de cada personaje (por ejemplo, Número 3 puede planear por el aire con las mangas largas de su suéter). Algunos de los obstáculos a evitar son láseres y rejas eléctricas, utilizando movimientos básicos del género de acción y plataformas, como saltos simples y saltos dobles. Metacritic reporta puntuaciones mixtas para cada versión: 58/100 para la de GameCube, 57/100 para la de Xbox y 49/100 para la de PlayStation 2. Ivan Sulic de IGN opinó que su sistema presenta «una insana cantidad de problemas», mientras que Dominic Wells de The Times lo encontró «muy básico» y aburrido. John Breeden de The Washington Post fue más positivo y lo caracterizó como «tonto e irreverente», hasta el punto en que los padres podrían ignorar la naturaleza rebelde del argumento.
Fuera del terreno de las videoconsolas, Glu Mobile publicó el juego Codename: KND Minigames en enero de 2006 para teléfonos celulares. Su premisa es que Gramma Stuffum ha convertido a los ositos de felpa de Número 3 en letales monstruos mecánicos, así que los cinco KND deben destruirlos antes de que lleguen a causarles daño. Los cinco minijuegos consisten en asumir un personaje: Número 1 batea una bola de béisbol de ida y vuelta para golpear a los osos, Número 2 sigue el código numérico de la pantalla para hacerlos explotar, Número 3 les pega según el número de sus casillas para mantener el árbol despejado, Número 4 golpea sus cabezas hacia arriba y de izquierda a derecha, y Número 5 los enjaula evitando combinaciones que puedan abrir las puertas que ya están cerradas.
Una gran variedad de juegos diseñados en Adobe Flash estuvo disponible en CartoonNetwork.com; entre ellos: KND S.L.A.M.D.U.N.K. (un torneo de básquetbol), Rainbow Monkey Rundown (Número 3 escapando del Rey Sandy), Tummy Trouble (una misión dentro de la cocina de Gramma Stuffum), Operation S.T.A.R.T.U.P. (aventura por tierra y aire contra los Delightful Children) y Numbuh Generator (para la creación de un agente personalizado de KND). Algunos personajes del programa y la casa del árbol del Sector V también figuran en los cruces Cartoon Network Universe: FusionFall (un videojuego multijugador en línea) y Cartoon Network: Punch Time Explosion (un videojuego de peleas para Nintendo 3DS, PlayStation 3, Wii y Xbox 360).

## Recepción
Codename: Kids Next Door es una de las mejores series de Cartoon Network, según las clasificaciones de diversos portales. Comic Book Resources afirma: «Construyó un mundo elaborado centrado en la batalla entre niños y adultos. Hubo traidores, agentes dobles y revelaciones secretas en abundancia que mantuvieron a los espectadores sintonizados de una temporada a otra. Incluso hay un episodio final maravillosamente agridulce, uno que los fanáticos recuerdan incluso décadas después». David Perlmutter considera que, «a pesar de todos los defectos del concepto y la ejecución», sus personajes son el aspecto redentor que hace «creíble lo absurdo y amenazante lo sin sentido». Además, «Warburton entendió que no se podría producir una serie sobre personajes infantiles sin retratarlos de un modo que refleje conflicto interno y confusión».
Pese a lo anterior, la serie fue del agrado de muy pocos críticos en el momento de su estreno. Por ejemplo, Kerrie Murphy del periódico The Australian disfrutó la premisa de cinco niños rebeldes que ingenian artefactos de guerra con instrumentos de la vida diaria, pero no creyó que la serie tuviera el potencial para ser la próxima The Powerpuff Girls. En Star Tribune, Nel Justin se sintió poco encantado después de verla: «Tal vez no soy lo bastante joven para apreciar Codename: Kids Next Door, pero por lo que pude deducir del estreno, se trata de un grupo de niños aterradores dispuestos a arriesgar sus vidas para conseguir un poco de helado. ¿Quién produce esto? ¿Baskin-Robbins?».
Mientras tanto, David Kronke de Los Angeles Daily News percibió una actitud de «más en la onda que tú» que busca compensar la carencia de «chistes decentes» o sentido común. Kevin KcDonough, columnista de United Feature Syndicate, destacó los momentos de ingenio y acción, pero encontró difícil diferenciar entre cinco niños que se llaman a sí mismos con nombres en clave. Tim Feran de Columbus Dispatch usó el apelativo T.O.N.T.O. («D.U.M.B.») para describir el tono de la serie, mientras que Roger Catlin de Hartford Courant la consideró «difícil de seguir» y con personajes poco interesantes: «Por alguna razón hoy en día, la mayoría de las caricaturas sobre niños los muestran salvando el mundo y usando enormes y complicados aparatos. Esta no es diferente».
Por otro lado, el estilo de dibujo fue destacado varias veces: «Visualmente, el programa es una delicia, con personajes inteligentemente diseñados y líneas fuertes y limpias», añadió Kronke, mientras que Catlin también percibió un aspecto estilizado, colorido y «guapo a la vista». En Animation World Network, Martin Goodman elogió la labor que hacían los dibujantes de Curious Pictures: «Mientras tengan lápices, ellos pueden dibujar lo que sea». Para Isabel Queipo de El Mundo, se trata de una estética urbana con cierta influencia de la cultura hip hop y el manga, mientras que en la enciclopedia Television Cartoon Shows (2005), Hal Erickson la compara con Dexter's Laboratory y su estilo «neo-Max Fleischer».
«En cuanto a los estereotipos presentados aquí y los tipos de mensajes que podrían enviar a los niños, puedes sacar tus propias conclusiones», dijo Scott Sandell de Los Angeles Times, quien también señaló que la serie está dirigida principalmente al público infantil. En ese sentido, Kronke la llamó «un tanto desastrosa (y quizás de manera intencional, para fastidiar a los adultos)», contrario a lo que Erickson defiende en Television Cartoon Shows: que la serie también fue formulada con los padres en mente. Tom Warburton admitió que es «bastante ruidosa y acelerada, y puede desconcertar a algunas personas», pero recalcó la intención de entretener a toda la audiencia: «Sabes que muchos padres ven dibujos animados con sus hijos y no quieres que digan: “¿Sabes? Pongamos otra cosa” [...] No puedes complacer a todos, pero lo intentamos».
También hubo reparos en cuanto a imágenes violentas; según Multichannel News, el programa preocupó a ciertos grupos que vigilaban el contenido transmitido en canales como Cartoon Network y Nickelodeon. Sandell dijo que la violencia de Codename: Kids Next Door es solo «comparable», mientras que Holy Herman de Common Sense Media advirtió sobre la inclusión de «tanques, pistolas láser, guerras armadas en general, lenguaje amenazador, peleas a puñetazos» y escenas de tortura. En su tesis para la Universidad de California en Irvine, Hubert Ta discernió sobre el tipo de violencia que diferencia a este y otros programas animados (donde «la violencia infligida a individuos resuena con un claro dolor, pero con pocas consecuencias prolongadas» para lograr efectos cómicos), contraria a la que caracteriza a animaciones de tono más serio.

### Reconocimientos
La serie fue dos veces premiada en el Festival Internacional de Animación de Ottawa: primero en 2005 como mejor serie de televisión infantil por el episodio «Operation: A.R.C.H.I.V.E.», y de nuevo en 2006 con el premio Collideascope a la mejor animación televisiva para niños por «Operation: L.I.C.O.R.I.C.E.». También fue candidata al premio Pulcinella del festival Cartoons on The Bay de 2007, en la categoría de TV de acción y aventura, pero la ganadora fue la serie de británica de espías The Secret Show.